# FA Cup 2010-2011
La FA Cup 2010-2011 è stata la centotrentesima edizione della competizione calcistica più antica del mondo. È iniziata il 14 agosto 2010 e si è conclusa il 14 maggio 2011 con la vittoria del Manchester City per 1-0 nella finale unica di Wembley contro lo Stoke City.

## Calendario
Di seguito il calendario annunciato dalla The Football Association.
| Turno                           | Data              | Partite | Squadre   | Premio                                      |
| ------------------------------- | ----------------- | ------- | --------- | ------------------------------------------- |
| Turno preliminare supplementare | 14 agosto 2010    | 201     | 759 → 558 | £ 750                                       |
| Turno preliminare               | 28 agosto 2010    | 166     | 558 → 392 | £ 1.500                                     |
| Primo turno di qualificazione   | 11 settembre 2010 | 116     | 392 → 276 | £ 3.000                                     |
| Secondo turno di qualificazione | 25 settembre 2010 | 80      | 276 → 196 | £ 4.500                                     |
| Terzo turno di qualificazione   | 9 ottobre 2010    | 40      | 196 → 156 | £ 7.500                                     |
| Quarto turno di qualificazione  | 23 ottobre 2010   | 32      | 156 → 124 | £ 12.500                                    |
| Primo turno                     | 6 novembre 2010   | 40      | 124 → 84  | £ 18.000                                    |
| Secondo turno                   | 27 novembre 2010  | 20      | 84 → 64   | £ 27.000                                    |
| Terzo turno                     | 8 gennaio 2011    | 32      | 64 → 32   | £ 67.500                                    |
| Quarto turno                    | 29 gennaio 2011   | 16      | 32 → 16   | £ 90.000                                    |
| Quinto turno                    | 19 febbraio 2011  | 8       | 16 → 8    | £ 180.000                                   |
| Sesto turno                     | 12 marzo 2011     | 4       | 8 → 4     | £ 360.000                                   |
| Semifinali                      | 16–17 aprile 2011 | 2       | 4 → 2     | £ 900.000 (vincente) £ 450.000 (perdente)   |
| Finale                          | 14 maggio 2011    | 1       | 2 → 1     | £ 1.800.000 (vincente) £ 900.000 (perdente) |

## Secondo turno
| Match       | Squadra in casa   | Risultato      | Squadra fuori casa  | Spettatori |
| ----------- | ----------------- | -------------- | ------------------- | ---------- |
| 1           | Sheffield Weds    | 3 - 2          | Northampton Town    | 8.932      |
| 2           | Burton Albion     | 3 - 1          | Chesterfield        | 3.881      |
| 3           | Huddersfield Town | 6 - 0          | Macclesfield Town   | 4.924      |
| 4           | AFC Wimbledon     | 0 - 2          | Stevenage           | 3.633      |
| 5           | Hartlepool Utd    | 4 - 2          | Yeovil Town         | 1.914      |
| 6           | Bury              | 1 - 2          | Peterborough Utd    | 2.514      |
| 7           | Notts County      | 3 - 1          | Bournemouth         | 2.881      |
| 8           | Droylsden         | 1 - 1          | Leyton Orient       | 1.762      |
| Ripetizione | Leyton Orient     | 8 - 2 (d.t.s.) | Droylsden           | 1.345      |
| 9           | Crawley Town      | 1 - 1          | Swindon Town        | 3.895      |
| Ripetizione | Swindon Town      | 2 - 3 (d.t.s.) | Crawley Town        | 2.955      |
| 10          | Brighton          | 1 - 1          | Utd of Manchester   | 5.362      |
| Ripetizione | Utd of Manchester | 0 - 4          | Brighton            | 6.900      |
| 11          | Southampton       | 3 - 0          | Cheltenham Town     | 9.276      |
| 12          | Torquay Utd       | 1 - 0          | Walsall             | 2.334      |
| 13          | Charlton          | 2 - 2          | Luton Town          | 8.682      |
| Ripetizione | Luton Town        | 1 - 3          | Charlton            | 5.914      |
| 14          | Colchester Utd    | 1 - 0          | Swindon Supermarine | 3.047      |
| 15          | Hereford Utd      | 1 - 1          | Lincoln City        | 1.803      |
| Ripetizione | Lincoln City      | 0 - 0          | Hereford Utd        | 1.794      |
| 16          | Port Vale         | 1 - 0          | Accrington Stanley  | 4.016      |
| 17          | Wycombe           | 3 - 1          | Chelmsford City     | 3.205      |
| 18          | Carlisle Utd      | 3 - 2          | Tamworth            | 3.599      |
| 19          | Dover Athletic    | 2 - 0          | Aldershot Town      | 4.123      |
| 20          | Darlington        | 0 - 2          | York City           | 2.500      |

## Terzo turno
| Match       | Squadra in casa   | Risultato      | Squadra fuori casa | Spettatori |
| ----------- | ----------------- | -------------- | ------------------ | ---------- |
| 1           | Burnley           | 4 - 2          | Port Vale          | 9.442      |
| 2           | Coventry City     | 2 - 1          | Crystal Palace     | 8.162      |
| 3           | Bristol City      | 0 - 3          | Sheffield Weds     | 11.378     |
| 4           | Fulham            | 6 - 2          | Peterborough Utd   | 15.936     |
| 5           | Doncaster         | 2 - 2          | Wolverhampton      | 8.616      |
| Ripetizione | Wolverhampton     | 5 - 0          | Doncaster          | 10.031     |
| 6           | Brighton          | 3 - 1          | Portsmouth         | 7.792      |
| 7           | Huddersfield Town | 2 - 0          | Dover Athletic     | 7.894      |
| 8           | West Ham Utd      | 2 - 0          | Barnsley           | 32.159     |
| 9           | Reading           | 1 - 0          | West Bromwich      | 13.005     |
| 10          | Arsenal           | 1 - 1          | Leeds Utd          | 59.520     |
| Ripetizione | Leeds Utd         | 1 - 3          | Arsenal            | 38.232     |
| 11          | Sheffield Utd     | 1 - 3          | Aston Villa        | 16.888     |
| 12          | Leicester City    | 2 - 2          | Manchester City    | 31.200     |
| Ripetizione | Manchester City   | 4 - 2          | Leicester City     | 27.755     |
| 13          | Bolton            | 2 - 0          | York City          | 13.120     |
| 14          | Blackburn         | 1 - 0          | QPR                | 10.284     |
| 15          | Swansea City      | 4 - 0          | Colchester Utd     | 7.005      |
| 16          | Stevenage         | 3 - 1          | Newcastle Utd      | 6.644      |
| 17          | Burton Albion     | 2 - 1          | Middlesbrough      | 5.236      |
| 18          | Millwall          | 1 - 4          | Birmingham City    | 9.841      |
| 19          | Southampton       | 2 - 0          | Blackpool          | 21.464     |
| 20          | Watford           | 4 - 1          | Hartlepool Utd     | 8.950      |
| 21          | Chelsea           | 7 - 0          | Ipswich Town       | 41.654     |
| 22          | Sunderland        | 1 - 2          | Notts County       | 17.582     |
| 23          | Scunthorpe Utd    | 1 - 5          | Everton            | 7.028      |
| 24          | Manchester Utd    | 1 - 0          | Liverpool          | 74.727     |
| 25          | Hull City         | 2 - 3          | Wigan              | 10.433     |
| 26          | Stoke City        | 1 - 1          | Cardiff City       | 18.629     |
| Ripetizione | Cardiff City      | 0 - 2 (d.t.s.) | Stoke City         | 13.671     |
| 27          | Tottenham         | 3 - 0          | Charlton           | 35.698     |
| 28          | Preston N.E.      | 1 - 2          | Nottingham Forest  | 9.636      |
| 29          | Norwich City      | 0 - 1          | Leyton Orient      | 18.087     |
| 30          | Torquay Utd       | 1 - 0          | Carlisle Utd       | 3.005      |
| 31          | Crawley Town      | 2 - 1          | Derby County       | 4.145      |
| 32          | Wycombe           | 0 - 1          | Hereford Utd       | 2.353      |

## Quarto turno
| Match       | Squadra in casa | Risultato       | Squadra fuori casa | Spettatori |
| ----------- | --------------- | --------------- | ------------------ | ---------- |
| 1           | Torquay Utd     | 0 - 1           | Crawley Town       | 5.065      |
| 2           | Watford         | 0 - 1           | Brighton           | 14.519     |
| 3           | Bolton          | 0 - 0           | Wigan              | 14.950     |
| Ripetizione | Wigan           | 0 - 1           | Bolton             | 7.515      |
| 4           | Arsenal         | 2 - 1           | Huddersfield Town  | 59.375     |
| 5           | Fulham          | 4 - 0           | Tottenham          | 21.829     |
| 6           | Everton         | 1 - 1           | Chelsea            | 28.376     |
| Ripetizione | Chelsea         | 1 - 1 (3-4 dcr) | Everton            | 41.113     |
| 7           | Southampton     | 1 - 2           | Manchester Utd     | 28.792     |
| 8           | Swansea City    | 1 - 2           | Leyton Orient      | 6.281      |
| 9           | Burnley         | 3 - 1           | Burton Albion      | 11.664     |
| 10          | Birmingham City | 3 - 2           | Coventry City      | 16.669     |
| 11          | Stevenage       | 1 - 2           | Reading            | 6.614      |
| 12          | Aston Villa     | 3 - 1           | Blackburn          | 26.067     |
| 13          | Sheffield Weds  | 4 - 1           | Hereford Utd       | 16.578     |
| 14          | West Ham Utd    | 3 - 2           | Nottingham Forest  | 29.287     |
| 15          | Wolverhampton   | 0 - 1           | Stoke City         | 11.967     |
| 16          | Notts County    | 1 - 1           | Manchester City    | 16.587     |
| Ripetizione | Manchester City | 5 - 0           | Notts County       | 27.276     |

## Quinto turno
| Match       | Squadra in casa | Risultato | Squadra fuori casa | Spettatori |
| ----------- | --------------- | --------- | ------------------ | ---------- |
| 1           | West Ham Utd    | 5 - 1     | Burnley            | 24.488     |
| 2           | Manchester City | 3 - 0     | Aston Villa        | 25.570     |
| 3           | Stoke City      | 3 - 0     | Brighton           | 21.312     |
| 4           | Birmingham City | 3 - 0     | Sheffield Weds     | 14.607     |
| 5           | Leyton Orient   | 1 - 1     | Arsenal            | 9.136      |
| Ripetizione | Arsenal         | 5 - 0     | Leyton Orient      | 59.361     |
| 6           | Everton         | 0 - 1     | Reading            | 29.976     |
| 7           | Manchester Utd  | 1 - 0     | Crawley Town       | 74.778     |
| 8           | Fulham          | 0 - 1     | Bolton             | 19.571     |

## Sesto turno
| Arbitro: | Phil Dowd |

|                         |           |                                                 |
| Jerome 38’ Phillips 80’ | Marcatori | 21’ Johan Elmander 66’ (rig.) K. Davies 90’ Lee |

| Arbitro: | Chris Foy |

|                      |           |  |
| Fábio 28’ Rooney 49’ | Marcatori |  |

| Arbitro: | Mike Jones |

|                           |           |               |
| Huth 12’ Higginbotham 63’ | Marcatori | 30’ Piquionne |

| Arbitro: | Lee Probert |

|              |           |  |
| Richards 74’ | Marcatori |  |

## Semifinali
| Arbitro: | Mike Dean |

|              |           |  |
| Y. Touré 52’ | Marcatori |  |

| Arbitro: | Howard Webb |

|  |           |                                                    |
|  | Marcatori | 11’ Etherington 17’ Huth 30’ Jones 68’ 81’ Walters |

## Finale
| Arbitro: | Martin Atkinson |

| |            | |
| Y. Touré 74’ | Marcatori  | |
| · Hart · Richards · Kompany · Kolarov · Lescott · 73’ Barry · 90+2’ Silva · de Jong · Y. Touré · 87’ Tévez · Balotelli · A disposizione: · Given · 87’ Zabaleta · Boyata · Milner · 73’ A. Johnson · 90+2’ Vieira · Džeko | Formazioni | · Sørensen · Huth · Shawcross · Wilkinson · Whelan 84’ · Wilson · Pennant · Delap 80’ · Etherington 62’ · Jones · Walters · A disposizione: · Nash · Collins · Faye · Pugh 84’ · Diao · Whitehead 62’ · Carew 80’ |
| Roberto Mancini | Allenatori | Tony Pulis |

| Manchester City | Stoke City |

## Marcatori
- Nicklas Bendtner (  Arsenal ) : 5